# Georges de Bourguignon
Georges Camille Marcel de Bourguignon (Sint-Lambrechts-Woluwe, 25 februari 1910 – Kraainem, 31 december 1989) was een Belgisch schermer. 

## Levensloop
De Bourguignon nam tussen 1936 en 1952 4 keer deel aan de Olympische Spelen in verschillende disciplines: floret (individueel en team) en sabel (individueel en team). In 1948 haalde hij er samen met Raymond Bru, Henri Paternoster, André van de Werve de Vorsselaer, Edouard Yves en Paul Valcke een bronzen medaille in de categorie floret. 
Op de wereldkampioenschappen van 1930 behaalde hij met het Belgisch team brons in de discipline 'floret' en in 1947 behaalde hij zilver in de categorie sabel, zowel individueel als in team.